# Benjamin Ide Wheeler

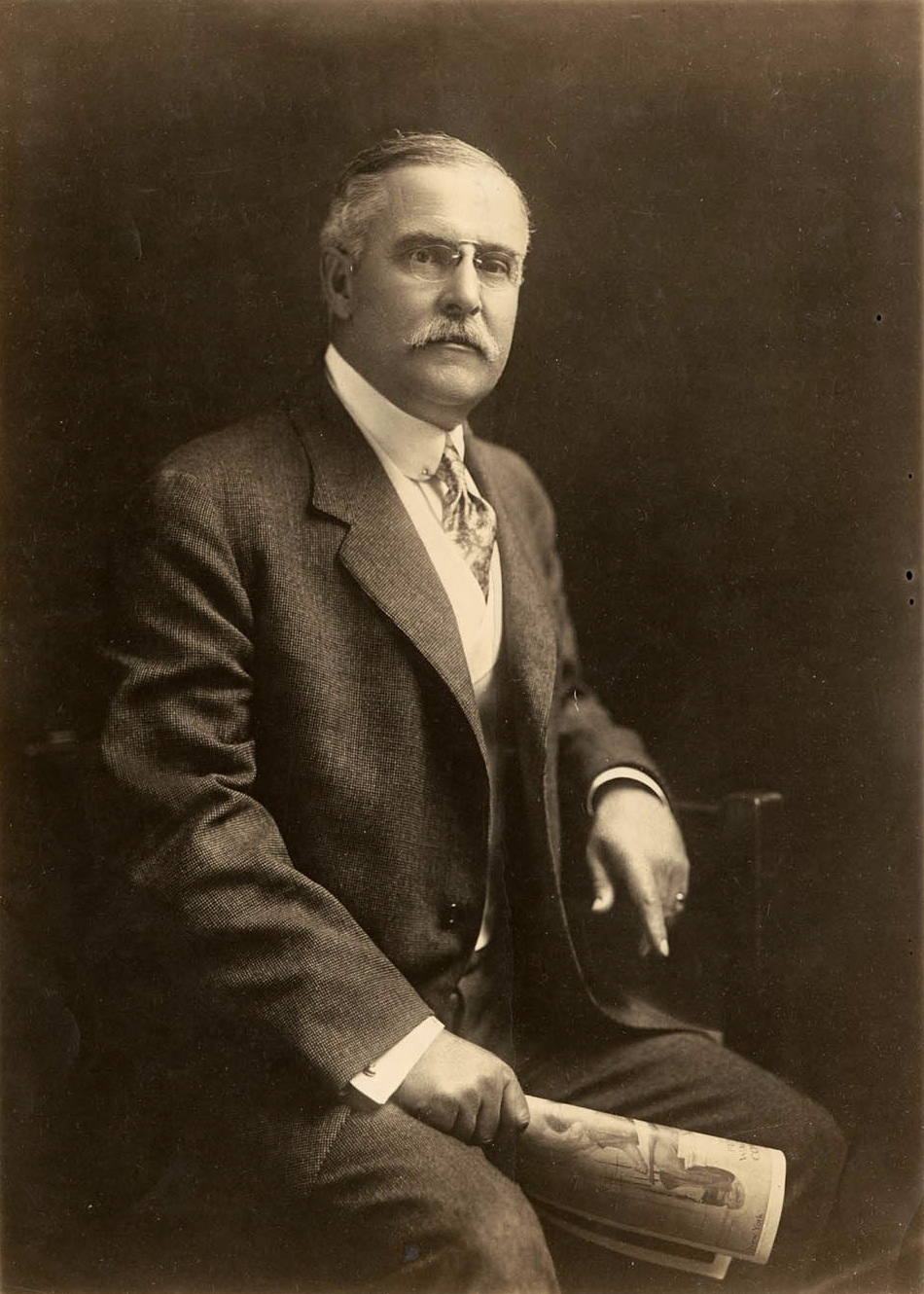
Benjamin Ide Wheeler

Benjamin Ide Wheeler (* 15. Juli 1854 in Randolph, Massachusetts; † 3. Mai 1927 in Wien) war ein US-amerikanischer Klassischer Philologe. Von 1899 bis 1919 war er Präsident der University of California, Berkeley.

## Leben
Benjamin Ide Wheeler studierte an der Brown University, wo er 1875 den Bachelorgrad erreichte. Nach einem Jahr als Lehrer an der High School in Providence (Rhode Island) legte er 1878 den Master ab. Anschließend vertiefte er seine Studien an der Universität Heidelberg, an der er 1885 zum Dr. phil. promoviert wurde. Sein Spezialgebiet war die Indogermanische Sprachwissenschaft.
Nach seiner Rückkehr in die Vereinigten Staaten arbeitete Wheeler als Deutschlehrer an der Harvard University (1885–1886) und ging dann an die Cornell University, wo er bis 1887 einen Lehrstuhl vertrat. 1887 wurde er zum Professor of Comparative Philology ernannt, 1888 außerdem zum Chair of the Greek Department. 
Während seiner Zeit an der Cornell University veröffentlichte Wheeler mehrere Schriften zur Sprachwissenschaft, die er in das Studium der Altertumswissenschaft und der Literatur einbrachte. Sein Lehrerfolg brachte ihm 1895/1896 die Ernennung zum Annual Professor der American School of Classical Studies at Athens.
1899 wurde Wheeler zum Präsidenten der University of California gewählt. Andere Positionen dieser Art (am Colgate College, an der University of Wisconsin und an der University of Rochester) hatte er vorher abgelehnt. In Kalifornien gab Wheeler seine Lehrtätigkeit ganz auf und konzentrierte sich auf die Verwaltung der Universität, die bei seinem Amtsantritt 2.300 Studenten hatte.
Wheeler entwickelte die University of California zu einer der führenden Universitäten in den Vereinigten Staaten. Während seiner 20-jährigen Amtszeit vervielfachte er die Studentenzahlen (1919: 20.000), gründete das Sanskrit-Department und zog private Investoren heran. Sehr bedeutend wurde die Förderung von Jane K. Sather, der Witwe des Bankiers Peder Sather, aus deren Vermögen mehrere Gebäude am Campus in Berkeley finanziert wurden (Sather Tower, Sather Gate) und 1912 die Sather-Professur eingerichtet wurde.
An der Gründung der University of California, Los Angeles (UCLA) beteiligte sich Wheeler in der letzten Phase seiner Amtszeit. Sie wurde 1919 als Southern Campus eingerichtet und war nach Berkeley der zweite Standort der University of California.
Wheelers Ruf als Forscher und Universitätspräsident brachte ihm internationale Anerkennung ein. Er war ab 1899 korrespondierendes Mitglied des Kaiserlich Deutschen Archäologischen Institutes und wurde im Jahr 1908/1909 als Roosevelt-Professor an die Berliner Universität eingeladen, wo er unter anderem einen Vortrag über „Unterricht und Demokratie in Amerika“ hielt.

## Schriften (Auswahl)
- Der griechische Nominalaccent. Straßburg 1885
- Analogy and the Scope of Its Application in Language. Ithaca (NY) 1887
- Introduction to the Study of the History of Language. London 1891
- Die Organisation des Unterrichts in den Vereinigten Staaten von Nordamerika. München 1897
- Dionysus and Immortality. Boston 1899
- Alexander the Great: The Merging of East and West in Universal History. New York 1900
- Unterricht und Demokratie in Amerika. Straßburg 1910